# Ханзейска награда „Гьоте“
Ханзейската награда „Гьоте“ (на немски: Hansischer Goethe-Preis) е международна награда за литература и изкуство, връчвана от 1949 до 1959 г. ежегодно, а след това на всеки 2 години до 2005 г.
Получават я лица, „които са се отличили с изключителни хуманитарни постижения, обединяващи народите, в духа на Йохан Волфганг Гьоте.“
Наградата възлиза на 25 000 € и се финансира от фондацията на хамбургския търговец Алфред Тьопфер.
Освен това от 1973 до 2005 г. фондацията връчва златен медал „Йохан Волфганг Гьоте“ за същите постижения или за „заслуги за опазване на европейското културно наследство“.

## Носители на наградата
- Мартин Бубер, философ (1951)
- Едуард Шпрангер, философ и психолог (1952)
- Томас Стърнз Елиът, поет (1954)
- Габриел Марсел, философ (1955)
- Валтер Гропиус, архитект (1956)
- Алфред Вебер, икономист и философ (1957)
- Паул Тилих, теолог и философ (1958)
- Теодор Хойс, политик (1959)
- Бенджамин Бритън, композитор (1961)
- Ханс Арп, художник, скулптор (1965)
- Манес Шпербер, писател, психолог (1973)
- Алфред Сови, социолог (1988)
- Жан Старобински, литературен критик (1993)
- Харалд Вайнрих, филолог (1997)
- Ришард Капушчински, журналист (1999)
- Сеес Нотебоом, писател (2003)